# カルメラ (バンド)
Calmera（カルメラ）は、日本の8人組インストゥルメンタル・ジャズバンドである。バンド名の由来は漫画『じゃりン子チエ』の登場人物であるカルメラ兄弟。バンド名の表記は片仮名の「カルメラ」だったが、2017年5月14日に正式表記を「Calmera」に変更した。

## メンバー
- 西崎ゴウシ伝説（にしざきごうしでんせつ、本名：西崎剛史、1977年10月8日、大阪府松原市出身） - アジテーター,トランペット,ギター,パーカッション担当。SOIL&"PIMP"SESSIONSのタブゾンビにより「ゴウシ伝説」と命名され、後にゲッターズ飯田のアドバイスにより苗字の西崎を追加。
- 小林洋介（こばやしようすけ、本名：小林洋介、1989年6月29日、大阪府茨木市出身） - トランペット担当。
- 辻本美博（つじもとよしひろ、本名：辻本美博、1988年2月14日、奈良県奈良市出身） - サックス担当。2014年より天理市PR大使[2]。
- PAKshin（ぱくしん、本名：文博信、1988年3月26日、大阪府大阪市出身） - キーボード担当。大阪府立大学経済学部経営学科卒業[3]。
- 宮本敦（みやもとあつし、本名：宮本敦、1982年12月22日、香川県仲多度郡多度津町出身） - ギター担当。
- HIDEYAN（ひでやん、本名：三好秀弥、1979年10月8日、大阪府吹田市出身） - ベース担当。
- 寺谷光（てらやひかる、本名：寺谷光、1991年3月18日、埼玉県出身） - トロンボーン担当。
- 北井誉人（きたいくにと、本名：北井誉人、1995年2月4日、千葉県出身） - ドラム担当。

### 旧メンバー
- たなせゆうや - トロンボーン担当。[2007年 - 2019年8月31日[4]]
- 西井 "いがっちょ" 啓介 - ドラム担当。[2011年4月 - 2017年5月13日[5]]
- 種男 - サックス担当。[2007年 - 2010年10月27日[6]]
- 銀河 - ベース担当。[2006年 - 2010年10月27日[6]]
- タカヒロック - ドラム担当。[2006年 - 2010年10月27日[6]]
- 佐藤 "SUGAR" 航史（別名：ZAQ（ザク）） - バリトンサックス担当。[2008年3月[7] - 2009年7月6日[8]]
- 折原絵里 - キーボード担当。[2006年 - 2008年4月2日[9]]
- 松浦康太 - ベース担当。[カルメラ初期[10]]

## バイオグラフィ
2006年
- 前身バンド「FxF」からゴウシと宮本が独立。「カルメラ」を結成。

2007年
- 本格的ライブ活動開始。

2008年
- 4月、折原絵里（キーボード）が脱退[9]。
- 5月、PAKshin（キーボード）加入[11]。

2009年
- 須永辰緒によるクラブイベント「WORLD STANDARD」のレギュラーバンドに抜擢される。[12]
- 7月、佐藤”SUGAR”航史（バリトンサックス）が休業[8]。
- 8月、小林洋介（トランペット）加入[13]。

2010年
- コンピレーション・アルバム「須永辰緒の夜ジャズ・外伝 ALL THE YOUNG DUDES ～全ての若き野郎ども～」に選曲される。
- 1stアルバム「Hello!!ワールドワイド」をリリース。
- 9月、辻本美博（アルトサックス）が加入。
- 10月、種男（サックス）、銀河（ベース）、タカヒロック（ドラム）が脱退[6]。
- 11月、HIDEYA（ベース）が加入。

2011年
- 2月、7インチ・アナログレコード「Everybody Loves My Baby feat.マキ凛花/Tour of Jamaica」をリリース。
- 3月、老舗クラブジャズレーベルAgogo Recordsよりヨーロッパ全域にてリリースされたコンピレーションアルバム「Agogo Makes the World Go Round」に参加。
- 6月、SOIL&"PIMP"SESSIONSがPE'Z、ハナレグミ、quasimodeと競演した「ニコニコツアー2011」の最終日である恵比寿LIQUIDROOMにSOIL&"PIMP"SESSIONSのピックアップするアーティストとして出演。
- 西井啓介(DRUMS)が加入。
- 7月、2ndアルバム「KNACK IS THE KETCHUP」をリリース。
- 9月、Sunset Live 2011に出演。
- 10月、JAZZシンガーakikoのBillboard Live OSAKAでの活動10周年ライブで共演。

2012年
- 2月、7インチ・アナログレコード「Choo Choo Ch' Boogie feat. akiko/Mambo inn」をリリース。3rdアルバム「MIX MODERN COVERS!」をリリース。大阪のアメリカ村BIG CATにてワンマンライブを行い、500人を超える動員を記録。
- 3月、SOIL&"PIMP"SESSIONSの社長がセレクトしたコンピレーションアルバム「JPJZ -Beautiful- selected by SHACHO」に選曲される。
- 3月、我が麗しき音楽“大人のお花見”フェスティバル2012
- 8月、4thアルバム「千日前HIGH COLORS」をリリース。
- 9月、Sunset Live 2012に異例の3日連続出演（会場内パレード含む）。

2013年
- 3月、(株)フラッグシップ・アーティスツとマネージメント契約。
- 3月 - 我が麗しき音楽“大人のお花見”フェスティバル2013
- 6月、ワーナーミュージック・ジャパンに移籍。「HANZOMON LINE」をリリース。
- 8月、SUMMER SONIC2013 OSAKAに出演。フジテレビ『森田一義アワー 笑っていいとも!』に、たなせが出演。生放送で、髪型をちょんまげにする。
- 9月、Sunset Live 2013に出演（3年連続）。
- 10月、冷牟田竜之に抜擢され、THE MANと共に「THE MAN×カルメラ Club Circuit Tour」を開催。
- 12月、X JAPANのhideのバースデーイベントに出演。

2014年
- 1月、「ロックンロール キャバレー」がテレビ西日本『ゴリパラ見聞録』のテーマ曲となる。
- 2月、ワーナーミュージック・ジャパンからの2枚目。「ゴールデン・バラエティー」をリリース。
- 3月、Billboard Live OSAKAにてSOFFet結成19年記念日ライブのバックバンドを務める。
- 3月、我が麗しき音楽“大人のお花見”フェスティバル2014
- 4月、「SUNSET DRIVER」が毎日放送『ロケみつ フライデー』、『女の子宣言！アゲぽよTV』のエンディングテーマとなる。
- 6月、PE'Zが企画した新イベント「PE'Z炎上」の第一弾ゲストに、2マンライブの相手として抜擢される。
- 9月、Sunset Live 2014に出演（4年連続）。
- 10月、THE MANとの2度目の2マンツアー「黒と赤のCircuit Tour」を開催。

2015年
- 1月、DJダイノジ主催『ジャイアンナイト』のクアトロツアーの大阪編に出演。BLACK BOTTOM BRASS BANDとの2マンツアーを開催。
- 3月、本格的ライブ活動開始から8周年を記念して、なんばHATCHにてワンマンライブを開催
- 3月、我が麗しき音楽“大人のお花見”フェスティバル2015
- 9月、Sunset Live 2015に出演（5年連続）。
- 11月、h.ear×WALKMAN(R)(ソニーマーケティング株式会社)のTVCMタイアップが決定。

2016年
- 1月から全国15か所で「CALMERA’S WORLD TOUR 2016」を開催。
- 3月に日本最高峰のジャズクラブ「BLUE NOTE TOKYO」にて、若手では異例の抜擢となるワンマンライブを開催し、満員にて成功を収めた。

映画『ロマンチック・ハイボール』で音楽監修を務め、PAKshinが主人公のバンドマンを演じた。
作曲・編曲家の吉俣良からのオファーで、西崎ゴウシ伝説(アジテーター)、PAKshin(Key)が「ドクター調査班～医療事故の闇を暴け」の劇伴の共同制作に携わる。また辻本(Sax)が同番組メインテーマのサックス演奏を担当。
- 4月、7thアルバム「REAL KICKS」(B.T.C.Records)を発売。オリコン週間インディーズアルバムランキング初登場7位にランクイン。全国9箇所で「REALでKICKSなTOUR」を開催。
- 6月、bohemianvoodoo、TRI4TH、JABBERLOOPらと5回目となる「JAZZ A GO GO」を東京・代官山UNITで開催。前回のvol.4に続いて完売となる。昨年に続き「YATSUI FESTIVAL!」に出演。恒例となったスペシャル歌合戦のバックバンドを務め松本伊代、六角精児、マキタスポーツ、片桐仁(ラーメンズ)、DJ KOO、ダブルネームらの生演奏を担当。
- 8月、韓国・第9回大邸国際ジャズフェスティバルに招待を受け、出演。
- 9月、「Sunset Live2016」に6年連続となる出場。
- 12月、10周年記念/8thアルバム「THE PARTY!」をリリース。オリコン週間インディーズアルバムランキング初登場6位にランクイン。

「スシロー」のCM楽曲、アレンジ・演奏を担当。
BS11、テレビ神奈川など5局ネット「未来定番曲〜Future Standard～Push!」に出演。
2017年
- 1月、関ジャニ∞の38thシングル「なぐりガキBEAT」のMVに出演。
- 5月、TRI4THとのスプリット・ミニアルバム「HORNS RIOT」(Playwright)をリリース。オリコン週間インディーズアルバムランキング初登場10位にランクイン。西井”いがっちょ”啓介(Dr)が脱退。バンド名表記を「Calmera」へ変更する。
- 6月、『YATSUI FESTIVAL!』に出演。やついフェス歌合戦にて、いとうせいこう、マキタスポーツ、しまおまほ、松本伊代、川本真琴、Charisma.comいつか、ぱいぱいでか美、ダブルネーム、JAGUAR、エロメン一徹&月野帯人、バチェラーガールズらの生演奏を担当。
- 7月、シンガポール「Esplanade Outdoor Theatre」のイベントに招待され出演。
- 9月、韓国・第10回大邸国際ジャズフェスティバルのメインステージに出演。「R-1ぐらんぷり」にてカルメラのロックンロールキャバレーが使用されている。
- 11月22日、9th アルバム「JAZZY GOLD CHAIR」をリリース。ジャケットは『じゃりン子チエ』の作者はるき悦巳が描き下ろした事で話題となる。
- 12月、Facebookページ『VR GATEWAY』にて「IDOLA」のMVと連動したVR-MV全編バージョンを公開。1週間で135万再生、3万件の「いいね」、1,890シェアを獲得する。

2018年
- 1月、全国13か所で人気占い師ゲッターズ飯田とトーク & ジャズ LIVE のイベントツアー「better fortune’n jazz2018」を開催。全公演完売となる1万人を動員。全国ツアー2018「JAZZYでGOLDなTOUR」を開催。なんばHatchでツアーファイナルを終えた。
- 6月、きいやま商店と「チャンスdeカーーニバレTOUR」開催。『YATSUI FESTIVAL!』に出演。やついフェス歌合戦にて、ダイアモンド☆ユカイ、大槻ケンヂ、西寺郷太、田村芽実、Sundayカミデ、DJ KOO、川村ゆきえ、半田健人、バチェラー・ガールズ&小柳津林太郎らの生演奏を担当。
- 7月、2年連続となるシンガポール『Esplanade Outdoor Theatre』からオファーを受け出演。マレーシア公演も開催し、1000 人動員。サッポロシティジャズ出演。
- 9月、東京ジャズに初出演。
- 10月、NHK土曜時代ドラマ『ぬけまいる ～女三人伊勢参り～』の音楽を担当をする吉俣良のレコ―ディングに参加。同年12月、サウンドトラック・アルバムがリリースされる。
- 11月、10枚目のアルバム「ThanX!!! Worldwide.」発売。関西テレビ『千原ジュニアの座王』11月度エンディングテーマに「三ツ寺慕情-west one way ver.-」が決定。

2019年
- 1月、「better fortune’ n jazz 2019」が1万5000人規模に拡大して開催される。
- 4月、カンテレドラマ「ミナミの帝王 ZERO」の劇伴を担当し、サウンドトラックもCalmera名義で発売される。天理市のPR大使を務める辻本美博が奈良県天理市の共同主催による野外音楽フェス主催の野外イベント「CoFuFun FES.」を開催。
- 3月~、リリースツアー「ThanX!!! Worldwide Tour 2019」を開催。
- 5月、11thアルバム「浪花OVER-BLOW」発売。ジャケットはアニメ作品『天元突破グレンラガン』のコミカライズで『天元突破グレンラガン 男シリーズ』の作者であるののやまさきが描き下ろし。オリコン週間インディーズアルバムランキング初登場8位にランクイン。
- 6月、『YATSUI FESTIVAL!』に出演。やついフェス歌合戦にて、由美かおる、神谷明、大槻ケンヂ、眉村ちあき、西寺郷太、しまおまほ、ナイツ塙、ぱいぱいでか美、コウメ太夫、フレディ波多江（GUEEN）らの生演奏を担当。11thアルバム「浪花OVER-BLOW」リリースツアー「NIPPON OVER-BLOW TOUR 2019-2020」を開催。
- 8月、三越劇場にて上演する舞台『上にいきたくないデパート』にて音楽担当＆生演奏。たなせゆうや(Tb)が脱退。
- 11月、前年に続ききいやま商店とのツアー「チャンスdeカーーニバレTOUR」開催。
- 12月、「上にいきたくないデパート」を配信限定リリース。日本のiTunes Storeジャズランキングで1位。

2020年
- 1月、寺谷光(Tb)が加入。「better fortune’ n jazz 2020」を開催。
- 3月、メディアミックスプロジェクト『AZZ-ON!（ ジャズオン）』『Raining Cats』にて、PAKshin作曲「Lonely Junction」をCalmeraが楽曲提供。
- 4月、メンバーとコーラス参加者約200人とリモートワークで作成した「Don’t stop the melody」を配信。日本のiTunes Storeジャズランキングで1位。『鶴瓶の家族に乾杯』で「乾杯ブギヴギ」が起用される。
- 6月、毎年出演する『YATSUI FESTIVAL!』、恒例となったスペシャル歌合戦のバックバンドにて、ZIGGY 森重樹一、眉村ちあき、大槻ケンヂ、ROLLY、サンプラザ中野くん、神谷明、ぱいぱいでか美、西寺郷太(NONA REEVES)、川本真琴、小沢一敬(スピードワゴン)、ワタナベイビー(ホフディラン)らの生演奏を担当。
- 8月、ジャルジャル後藤淳平の主演、木下半太監督の自伝的小説『ロックンロール・ストリップ』の音楽を担当。
- 9月、ブルーノート東京でのワンマン公演「That’s ENTAME-JAZZ Hour 2020」を開催。
- 10月、キユーピー マヨネーズのCM『野菜が、かがやく。』篇の音楽を担当。延期NIPPON OVER-BLOW TOUR 2019-2020後半戦を再開。
- 12月、きたいくにと(Dr)が加入。東名阪ツアー「世界中にOVER-BLOW宣言～15歳直前・歳末スペシャル～」にて発表される。

2021年
- 1月、きたいくにと(Ds)加入。
- 4月、「上にいきたくないデパート / Mato Pato」をアナログ7インチレコードでリリース。
- 5月、12thアルバム『誰そ彼レゾナンス』リリース。フジテレビ『LOVE MUSIC』に出演。
- 6月、『YATSUI FESTIVAL!』に出演。やついフェス歌合戦にて、神取忍、テツandトモ、大槻ケンヂ、松本伊代、眉ちあき、スピードワゴン小沢らの生演奏を担当。10月、「Golden Hour / Desafinado feat.akiko」をアナログ7インチレコードでリリース。カンニング竹山単独ライブ「放送禁止2021 in 中野サンプラザ」にサプライズ出演。
- 11月、エレキコミックやついいちろう生誕祭の歌合戦にて、チャンス大城、今立進、hy4_4yh、青木さやか、増子直純(怒髪天)、大槻ケンヂ、高城れに(ももいろクローバーZ)らの生演奏を担当。

2022年
- 12月30日、ホームページで活動休止を発表。

2023年
- 5月21日、東京・渋谷ストリームホールでラストライブ「We are “Calmera”」を開催し、活動休止。

## ディスコグラフィ

### アルバム
1st Album『Hello!!ワールドワイド』
2010年5月26日 Orange Recordsから発売
(旧メンバー/tenor sax:Taneo,bass:Ginga,drums:Takahirock)
1. Dog Chase -Introduction-
2. Natalie
3. Swallow
4. ORANGE
5. ホテルジャズ
6. cross breeder -Interlude-
7. Eine Sternschnuppe A-moll
8. あの夏のエーゲ

2nd Album『KNACK IS THE KETCHUP』
2011年7月2日 Orange Recordsから発売
1. FLAMINGO
2. あみだ池筋は恋の路
3. Everybody Loves My Baby feat.マキ凛花
4. 夕霧鹿歌 -Interlude-
5. No Way Would Tim Die
6. Tour Of Jamaica
7. HOTEL JAZZ#2 -Interlude-
8. サブウェイ
9. 御堂筋JIVE
10. Swallow – GROOVE UNCHANT Man Tech MIX-
11. あみだ池筋は恋の路 -TOSHIYA ARAI 3丁目 MIX-

3rd Album『MIX MODERN COVERS!』
2012年2月8日 Orange Recordsから発売
カルメラ、初のカバーアルバム。ゲストボーカルにジャズシンガーのakiko参加。
1. Somebody Stole My Gal
2. エクスタシー
3. Moanin’
4. Mambo Inn
5. Choo Choo Ch’Boogie feat. akiko
6. A Night In Tunisia
7. Nica’s Dream
8. The Great Escape March
9. Tristeza

4th Album『千日前HIGH COLORS』
2012年8月29日 Orange Recordsから発売
1. an open door -introduction-
2. 犬、逃げた。
3. ペルセポリス
4. Marlowe
5. Yo! SKB -interlude-
6. 三ツ寺慕情
7. ムーンビーチ
8. Marlowe -GROOVE UNCHANT Dancing Is Not a Crime MIX-
9. ムーンビーチ -SHOTARO HATTORI 渚のカセットMIX-

※初回限定盤は2012年2月10日 大阪・アメリカ村BIG CATワンマンライブの模様を収録したライブDVDとの2枚組
5th Album『HANZOMON LINE』
2013年6月19日 ワーナーミュージック・ジャパンから発売
※移籍第一弾
1. Swallow (再録)
2. 真夜中の510
3. Ob-La-Di, Ob-La-Da
4. Englishman in New York
5. Smells Like Teen Spirit
6. 流れ星 (再録)※1stアルバム収録の「Eine Sternschnuppe A-moll」と同曲
7. Daydream Believer
8. FLAMINGO (再録)

6th Album『ゴールデン・バラエティー』
2014年2月26日 ワーナーミュージック・ジャパンから発売
※移籍第二弾
1. Transonic
2. ロックンロールキャバレー（テレビ西日本『ゴリパラ見聞録』テーマソング）
3. SUNSET DRIVER （MBS毎日放送『ロケみつ フライデー』、『女の子宣言！アゲぽよTV』のエンディングテーマ）
4. あの夏のエーゲ -santorini ver.- (再録)
5. CUTICLE
6. Poplar
7. だまって俺について来い～ウンジャラゲ ※植木等カバー
8. HOTEL JAZZ#3 (再録)
9. Violet Sky
10. TRAIN GANG
11. ソリプシズム
12. The Beginning of Wonderland

7th Album『REAL KICKS』
2016年4月20日 B.T.C.Recordsから発売。
※2016年5月02日付 オリコン週間インディーズランキングにて7位を獲得。
1. No Chaser
2. LAPLACE’S DEMON
3. Little Brown Carol
4. 君とハネムーン
5. Over the Limit
6. 鍋屋横丁の夜明け
7. 紡
8. Flyover
9. Euphoria
10. THE DOOR -Interlude-
11. 犬、逃げた。 -ver. 2.0-

8th Album『THE PARTY!』
2016年12月7日 B.T.C.Recordsから発売。
※2016年12月19日付 オリコン週間インディーズランキングにて6位を獲得。
1. KONAMON MARCH
2. Flight from SHIBUYA City
3. Logical Fallacy
4. 甲州街道は今日も雨
5. The Theme for Reckless Dudes
6. 渚のリビエラ
7. 乾杯ブギウギ
8. 霧のステップ
9. Hottest Hippies
10. Singin’ For Your Smile
11. 転換しましょう <ボーナストラック(SE集)>
12. 考えましょう <ボーナストラック(SE集)>
13. おめでとうございます! <ボーナストラック(SE集)>
14. 残念でした~ <ボーナストラック(SE集)>
15. 歓談しましょう <ボーナストラック(SE集)>
16. 対決しましょう <ボーナストラック(SE集)>
17. 応援しましょう <ボーナストラック(SE集)>
18. 讃えましょう <ボーナストラック(SE集)>
19. 終わりの雰囲気 <ボーナストラック(SE集)>

9th Album『JAZZY GOLD CHAIR』
2017年11月22日 B.T.C.Recordsから発売。
1. SPIDERMAN
2. IDOLA
3. Nova Estrada
4. CHANCE
5. Shine
6. The Downtown Story
7. Snow White Moon
8. やっぱ好きやねん
9. 追憶の赤い日々
10. 時が流れても
11. Someday You Will Understand
12. ムーンビーチ(吹奏楽ヴァージョン)

※海外での評価
- iTunes Store • ジャズ トップアルバム • 香港 • 2位 • 2019年9月10日
- Apple Music • ジャズ トップアルバム • オーストラリア • 16位 • 2021年4月23日
- Apple Music • ジャズ トップアルバム • シンガポール • 33位 • 2021年8月23日

10th Album『ThanX!!! Worldwide.』
2018年11月21日 B.T.C.Recordsから発売。
1. 三ツ寺慕情 -west one way ver.-
2. Natalie -ver. 2.0-
3. あみだ池筋は恋の路 -both way ver.-
4. ルピナス
5. ORANGE
6. 地中海に浮かぶ女 -THE FINAL-
7. 御堂筋JIVE -south one way ver.-

※海外での評価
- Apple Music • ジャズ トップアルバム • オーストラリア • 26位 • 2021年4月23日
- Apple Music • ジャズ トップアルバム • フィンランド • 14位 • 2021年6月19日

11th Album『浪花OVER-BLOW』
2019年5月29日 B.T.C.Recordsから発売。
1. Conatus
2. 満身創痍
3. クリムゾン
4. 島之内ギャラクシー
5. IMPARACTION
6. Moonlight
7. BLOW-UP
8. Jump Out!!
9. 春に唄えば
10. 蒼い衝動
11. サヨナラノカワリ
12. Hello Mr.Sebastian

※海外での評価
- iTunes Store • ジャズ トップアルバム • 台湾 • 1位 • 2021年5月6日
- iTunes Store • ミュージック トップアルバム • 台湾 • 6位 • 2021年5月6日
- Apple Music • ジャズ トップアルバム • オーストラリア • 21位 • 2021年4月23日
- Apple Music • ジャズ トップアルバム • 中国 • 36位 • 2020年11月1日

12th Album『誰そ彼レゾナンス』
2021年5月12日 B.T.C.Recordsから発売。
1. 上にいきたくないデパート
2. Mato Pato
3. 炎のたからもの
4. Desafinado (ENGLISH ver.)  / Calmera × akiko
5. Recado Bossa Nova -MAOH- / Calmera × アスタラビスタ
6. GARAGE
7. 333
8. 沖縄に雪が降る / カルメラ商店 (Calmera × きいやま商店)
9. Golden Hour
10. ヘイ・ユウ・ブルース～許せ、友よ～ / タケヤマカルメラ (カンニング竹山×Calmera)
11. BELIEVE
12. 泣いてたまるかよ / Calmera × 大西ユカリ  ※作詞・横山剣（クレイジーケンバンド）
13. Don’t Stop the Melody (album version)
14. Smile
15. GET YOUR KICKS　/ Calmera × kiCk inc.

※海外での評価(収録曲ごと)
Don’t Stop the Melody
- Apple Music • ジャズ トップソング • マカオ特別行政区 • 27位 • 2020年8月21日
- Apple Music • ジャズ トップソング • パナマ • 39位 • 2020年10月11日
- Apple Music • ジャズ トップソング • オマーン • 63位 • 2020年8月24日

上にいきたくないデパート
- iTunes Store • ジャズ トップソング • 台湾 • 1位 • 2021年3月31日

OST『ミナミの帝王ZERO サウンドトラック』
2019年5月29日 B.T.C.Recordsから発売。
- ミナミの帝王ZERO~メインテーマ~
- チーム銀次郎
- 真実は闇
- あいがまブルース
- 記憶の断片
- また来てくれたら嬉しいわ
- WILD PINK
- 愛する菜穂子
- 深く青い瞳
- 中沢THE イリーガル
- 覚悟
- 長老の眼差し
- ひだまり
- FLASH BACK
- 阿久都天勝
- また来てくれたら嬉しいわ ~baladver.~
- 愛する菜穂子 ~truelovever.~
- ミナミの帝王ZERO~メインテーマ(Guitarver.)~
- ミナミの帝王ZERO~メインテーマ(Pianover.)~

### アナログレコード
- Everybody Loves My Baby feat.マキ凛花 /　TOUR OF JAMAICA (2011年2月9日)
- Choo Choo Ch' Boogie feat. akiko / Mambo inn (2012年2月6日)
- 上にいきたくないデパート / Mato Pato (2021年04月28日)
- Golden Hour / Desafinado feat.akiko (2021年10月6日)

### 参加アルバム
- 須永辰緒の夜ジャズ・外伝〜All the young dudes〜すべての若き野郎ども (2010年4月28日)tr9に「地中海に浮かぶ女」を収録
- Agogo Makes the World Go Round  (2011年3月18日) tr10に「Swallow」を収録 ※ヨーロッパ限定発売
- JPJZ-Beautiful-selected by SHACHO  (2012年3月28日) tr3に「A Night In Tunisia」を収録
- 須永辰緒の夜ジャズ外伝2 All The Young Dudes ~全ての若き野郎ども~ (2016年5月25日)tr11に「真夜中の510」を収録

### 配信限定
- 犬、逃げた。-ver. 2.0-　（2015年11月25日、h.ear×WALKMAN(R)(ソニーマーケティング株式会社)のTVCMタイアップ[15]）

## タイアップ
| 起用年 | 曲名                   | タイアップ                      |
| ------ | ---------------------- | ------------------------------- |
| 2015年 | 犬、逃げた。-ver. 2.0- | ソニー「h.ear×WALKMAN」CMソング |

## 出演

### 映画
- ロマンチック・ハイボール（2016年） - 主演（PAKshin）[14]
- ロックンロール・ストリップ（2020年）- 出演・演奏

### 舞台
- 上にいきたくないデパート（2019年） - 音楽・演奏